# Самгородок (Черкаський район)
Са́мгородок — село в Україні, у Черкаському районі Черкаської області, у складі Ротмістрівської сільської громади. У селі мешкає 585 людей. В селі основним місцем зайнятості населення є ТОВ Агро-Рось.[джерело?]

## Історія
Станом на 1885 рік у колишньому власницькому селі Ташлицької волості Черкаського повіту Київської губернії мешкало 986 осіб, налічувалось 191 дворове господарство, існували православна церква, школа, постоялий будинок і лавка.
За переписом 1897 року кількість мешканців зросла до 1513 осіб (752 чоловічої статі та 761 — жіночої), з яких 1505 — православної віри.

## Населення

### Мова
Розподіл населення за рідною мовою за даними перепису 2001 року:
| Мова            | Кількість | Відсоток |
| --------------- | --------- | -------- |
| українська      | 577       | 98.64%   |
| російська       | 4         | 0.68%    |
| інші/не вказали | 4         | 0.68%    |
| Усього          | 585       | 100%     |

## Відомі люди
У селі народилася Валентина Коваленко (1964) — український політик, поетеса, прозаїк, літературознавець.